# 莉内·豪斯泰兹
莉内·豪斯泰兹（丹麥語：Line Haugsted，1994年11月11日—），丹麦女子手球运动员，2021年世界女子手球锦标赛铜牌得主、2023年世界女子手球锦标赛铜牌得主、2024年夏季奥林匹克运动会女子铜牌得主。